# Lill-Billingen
Lill-Billingen är en sjö i Söderhamns kommun i Hälsingland och ingår i Ljusnan-Skärjåns kustområde. Sjön har en area på 0,191 kvadratkilometer och ligger 54 meter över havet. Sjön avvattnas av vattendraget Kvarnån.

## Delavrinningsområde
Lill-Billingen ingår i det delavrinningsområde (678571-156126) som SMHI kallar för Utloppet av Lill-Billingen. Medelhöjden är 61 meter över havet och ytan är 0,77 kvadratkilometer. Räknas de 6 avrinningsområdena uppströms in blir den ackumulerade arean 13,44 kvadratkilometer. Avrinningsområdets utflöde Kvarnån mynnar i havet. Avrinningsområdet består mestadels av skog (52 procent). Avrinningsområdet har 0,18 kvadratkilometer vattenytor vilket ger det en sjöprocent på 22,9 procent.